# Tainai
Tainai (jap. 胎内市 Tainai-shi) – miasto w Japonii, w prefekturze Niigata, na wyspie Honsiu (Honshū), nad rzeką Tainai (39,1 km).

## Położenie
Miasto leży w północnej części prefektury. Graniczy z: Shibata, Murakami, Oguni (prefektura Yamagata).

## Transport

### Kolejowy
Przez miasto przebiega główna linia JR Uetsu, na której znajdują się dwa przystanki: Nakajō oraz Hirakida.

### Drogowy
- Autostrada Nihonkai-Tōhoku
- Droga krajowa nr 7, 113, 290, 345.

## Galeria

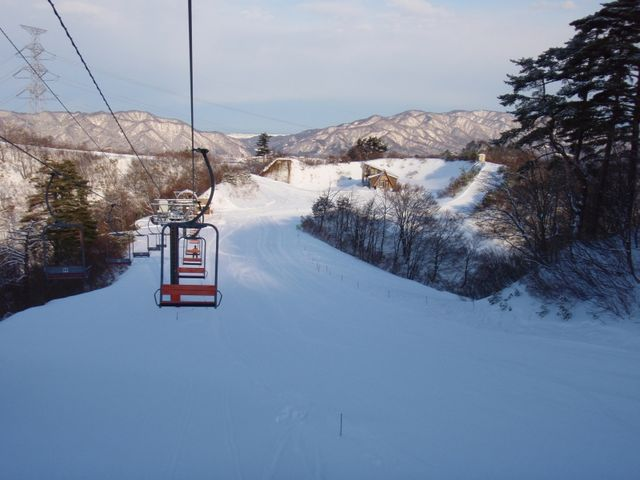
Tereny narciarskie w Tainai
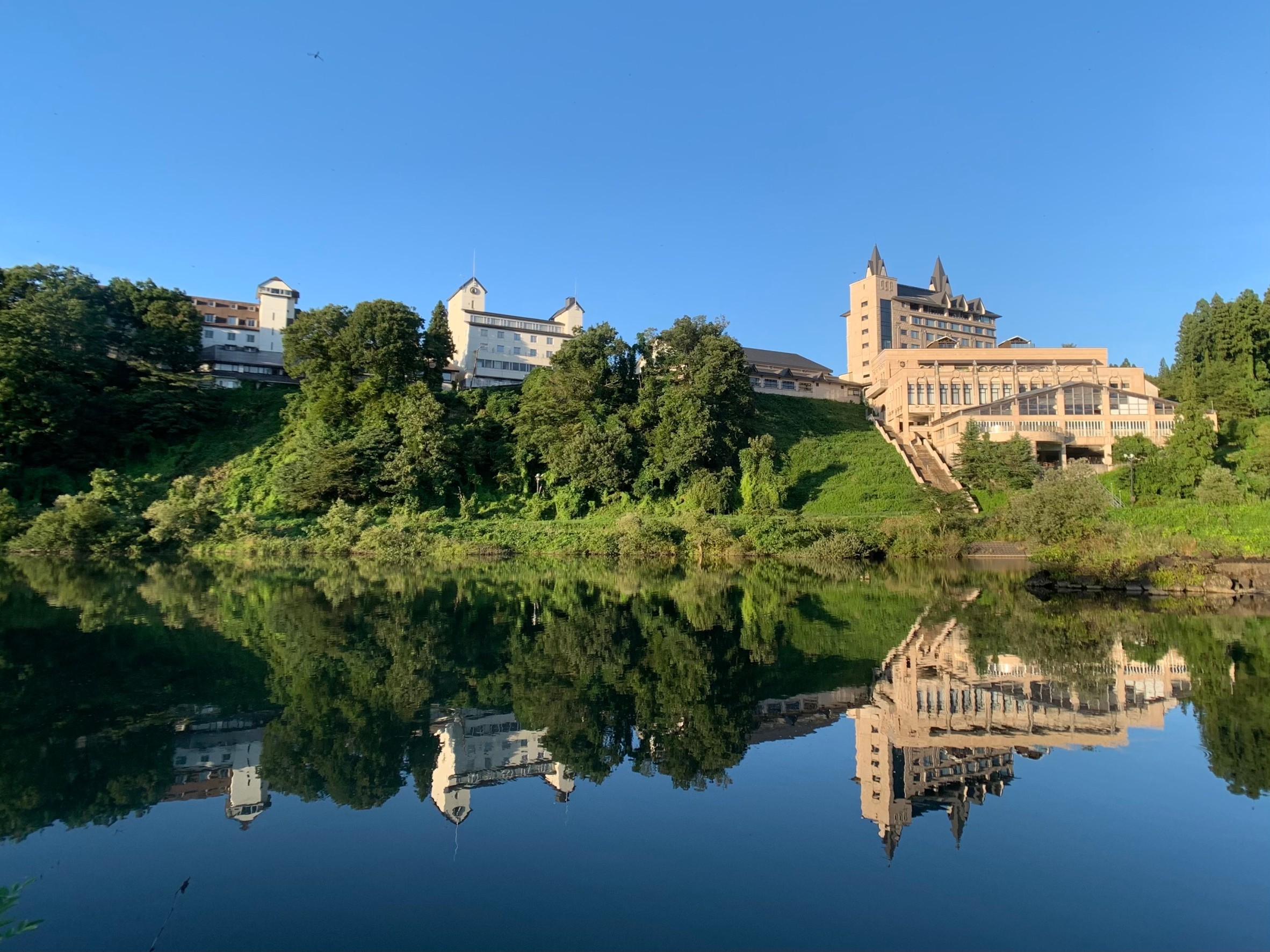
Royal Tainai Park Hotel nad rzeką Tainai (2021)
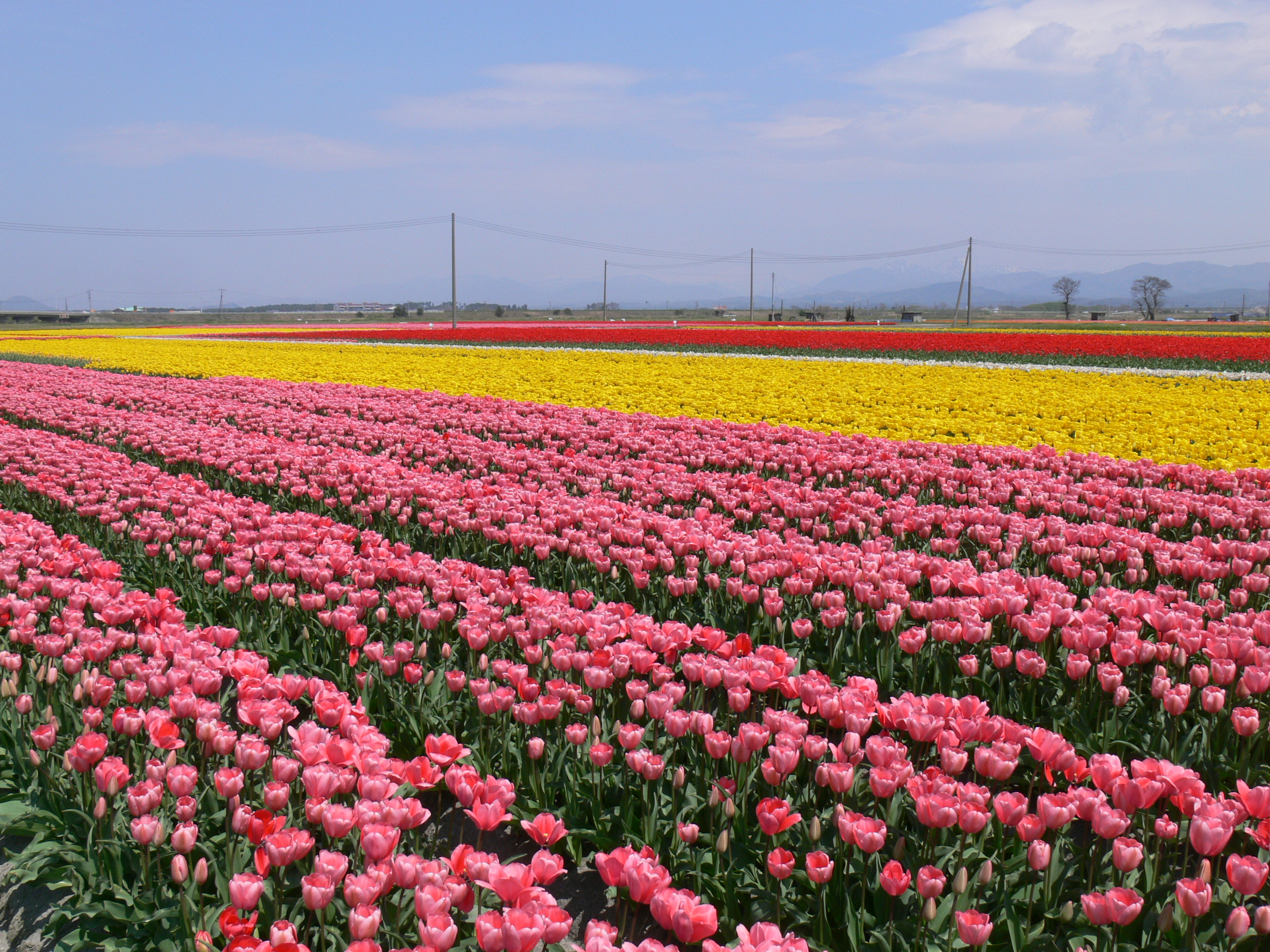
Pola tulipanów w Tainai